# Oboukhiv
Oboukhiv (en ukrainien : Обухів) est une ville de l'oblast de Kiev, en Ukraine, et le centre administratif du raïon d'Oboukhiv. Sa population s'élevait à 32 600 habitants en 2024.

## Géographie
Oboukhiv est située sur la rive droite du Dniepr, à 35 km au sud de Kiev.

## Administration
Oboukhiv fait partie de la municipalité du même nom (en ukrainien : Обухівська міська рада, Oboukhivs'ka mis'ka rada), qui comptait 33 102 habitants en 2013.

## Histoire
Le premier document mentionnant la ville (alors appelée Lukavytsia, ukrainien : Лукавиця) date de 1362, pendant l'époque du grand-duché de Lituanie. Cependant, il est probable que le site soit habité depuis au moins le XIe siècle pendant la Rus' de Kiev.
Oboukhiv a le statut de ville depuis le 15 décembre 1966. La proximité de Kiev rend Oboukhiv attrayante pour des résidents qui vont travailler quotidiennement dans la capitale.

## Population
Recensements (*) ou estimations de la population :
| 1959* | 1970* | 1979*  | 1989*  | 2001*  |
| ----- | ----- | ------ | ------ | ------ |
| 8 743 | 8 870 | 12 095 | 30 177 | 32 776 |

| 2009   | 2010   | 2011   | 2012   | 2013   |
| ------ | ------ | ------ | ------ | ------ |
| 32 525 | 32 516 | 32 615 | 32 876 | 33 102 |

## Économie
Les principales entreprises d'Oboukhiv sont :
- Kyïvskyï kartonno-paperovyï kombinat (en ukrainien : Київський картонно-паперовий комбінат), une papeterie mise en service en 1982, qui emploie 2 025 salariés en 2007. Elle fabrique à partir de matériaux recyclés 850 tonnes par jour de carton d'emballage, de carton ondulé, de papier hygiénique et de serviettes[2]. Elle fait partie du groupe autrichien Pulp Mill Holding, dont le siège est à Vienne, en Autriche[3]. Cette papeterie est en pleine expansion, avec une production de 120 000 tonnes de carton et 77 700 tonnes de papier en 2012[4].
- Zavod biokhimitchnyk byrobiv (en ukrainien : Завод біохімічних виробів).

## Transports
Oboukhiv se trouve à 38 km de Kiev par le chemin de fer et à 45 km par la route.